# 宋槃
宋槃（1575年—1633年），字念新、念莪，號懋吾，山東濟南府樂陵縣人，軍籍，明朝政治人物，官至兵部左侍郎，追贈兵部尚書。

## 生平
萬曆丙子（1576年）十二月初八日生。萬曆二十八年（1600年）庚子科山東鄉試第三十二名舉人，二十九年（1601年）辛丑科三甲一百八十七名進士。户部觀政，三十年授長子縣知縣，三十四年調魏縣知縣，清理苛捐雜稅有功，三十八年行取考选，四十年授南京陕西道監察御史，四十一年巡视上江，言事切合時弊，遭吏部尚書鄭繼之所忌，四十三年出為陝西按察司僉事，升陝西布政使司參議、兵備靖邊，四十八年升陝西按察司副使、兵備神木。天啓二年四月升本省參政。
天啟四年（1624年）三月升都察院右僉都御史、巡撫陝西。東林黨爭起，魏忠賢整肅東林黨名士，五年五月为御史李應公、袁鯨所弹劾，宋槃被令致仕去官歸里。
崇禎元年（1628年）起復為兵部右侍郎，丁憂歸，三年起復原职，轉左侍郎，因遼東兵火頻繁，積勞成疾，引病乞歸，六年（1633年）病故，享年五十九歲，追贈兵部尚書、通議大夫。宋槃仕宦三十餘年，官至部堂，卒時竟然家無餘財，有清廉之稱。

## 家族
曾祖宋隆。祖父宋應麟，山西忻州訓導。父宋之泂。母劉氏。严侍下。兄宋棐。
後人宋哲元，民國將領。